# Abraham Zacuto
Abraham Zacuto (hébreu : אברהם זכות, portugais : Abraão ben Samuel Zacuto) (1450-vers 1510) est un Juif espagnol, astronome, astrologue, mathématicien et historien qui servit comme astronome royal au XVe siècle pour le roi Jean II de Portugal.
Le cratère lunaire Zagut a été nommé en son honneur.

## Biographie
Zacuto est né à Salamanque en Espagne vers 1450. Il étudie l'astronomie à l'Université de Salamanque où il enseigne aussi. Plus tard, il devient professeur d'astronomie à l'université de Saragosse puis à celle de Carthagène. Il est spécialiste en Halakha et est le rabbin de sa communauté.
Lors de l'expulsion des Juifs d'Espagne en 1492, Zacuto trouve refuge à Lisbonne au Portugal. Déjà célèbre dans les cercles académiques, il est invité à la cour et nommé Astronome Royal et Historien du roi Jean II de Portugal, une position qu'il gardera jusqu'au début du règne de Manuel Ier. Il est consulté par le roi sur la possibilité d'une route maritime vers l'Inde, un projet qu'il soutient et encourage. Zacuto est un des rares Juifs qui pourront quitter le Portugal lors des conversions forcées et les interdictions de quitter le Portugal décrétées par Manuel Ier afin d'obliger les Juifs à se convertir au christianisme.
Après un voyage tourmenté où il est fait deux fois prisonnier il s'installe à  Tunis qu'il fuira lors de l'avancée des troupes espagnoles pour rejoindre la Turquie où il mourra vers 1510.

## Œuvre

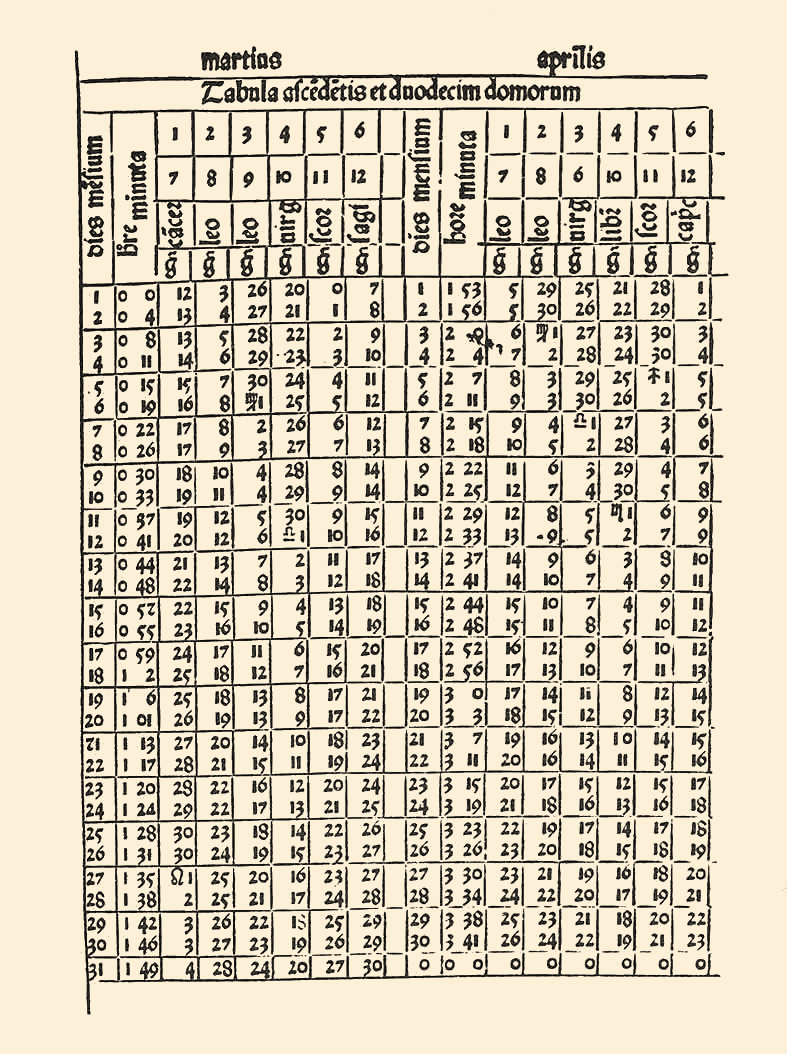
page de l’Almanach Perpetuum.

Zacuto perfectionne l'astrolabe, qui devient alors un instrument de précision, et est l'auteur d'un almanach perpétuel de haute précision utilisé par les marins portugais pour déterminer la position de leurs caravelles en pleine mer, grâce aux données acquises avec un astrolabe. Ses contributions ont sans aucun doute sauvé de nombreuses vies de marins portugais et leur ont permis d'atteindre le Brésil et l'Inde.
Avant sa fuite d'Espagne, il écrit un traité exceptionnel sur l'astronomie/astrologie en hébreu intitulé Ha-hibbur Ha-gadol. Il publie aussi en 1496 aux presses de Leiria propriété d'Abraão de Ortas, le livre Biur Luhoth, ou en latin Almanach Perpetuum, qui sera immédiatement traduit en espagnol. Dans ce livre se trouvent les fameuses tables astronomique (éphémérides) pour les années 1497 à 1500, qui, avec le nouvel astrolabe fait en métal et non plus en bois, furent de grand secours à  Vasco de Gama et à  Pedro Alvares Cabral  pour leurs voyages respectivement vers l'Inde et vers le Brésil.
En 1504, alors qu'il se trouve en Tunisie, il écrit une histoire du peuple juif, le Sefer ha Yuhasin, depuis la création du monde jusqu'à l'année 1500, et plusieurs autres traités d'astronomie/astrologie. Son Histoire des Juifs est si réputée qu'elle sera réimprimée à Constantinople en 1566 par Samuel Shalom, avec des ajouts et suppressions de l'imprimeur, puis réimprimée en 1581 à Cracovie, en 1717 à Amsterdam, en 1857 à Königsberg (maintenant: Kaliningrad), tandis qu'une édition complète est imprimée par Herschell Filipowski à Londres en 1857.
Pendant longtemps, ce livre sera l'une des rares sources de l'histoire juive  post-biblique (à partir de l'exil babylonien) jusqu'au Moyen Âge, bien que certaines de ses datations d'évènements anciens prêtent maintenant à sourire. Entre autres, il place Hippocrate, Euclide, et Platon à l'époque de Mardochée et d'Esther, et Priam, roi de Troie à l'époque des Juges de la Bible. 
Au XIXe siècle, l'historien juif des "Lumières", Heinrich Graetz, accusera Zacuto d'être « un homme d’intelligence limitée, incapable de s’élever au-dessus des superstitions de son époque…Il n’a pas su donner une vision complète des souffrances des Juifs espagnols et portugais. ». Mais Zacuto, témoin et victime des atrocités commises par l'Inquisition espagnole et portugaise, pouvait-il avoir assez de recul pour avoir une vision complète de ce qui se passait à son époque ?

## Sources
- (en) Cet article est partiellement ou en totalité issu de l’article de Wikipédia en anglais intitulé « Abraham Zacuto » (voir la liste des auteurs).

 Cet article contient des extraits de la Jewish Encyclopedia de 1901–1906 dont le contenu se trouve dans le domaine public.